# (3731) Hancock
(3731) Hancock est un astéroïde de la ceinture principale.

## Description
(3731) Hancock est un astéroïde de la ceinture principale. Il fut découvert le 20 février 1984 à Bickley par l'Observatoire de Perth. Il présente une orbite caractérisée par un demi-grand axe de 3,23 UA, une excentricité de 0,12 et une inclinaison de 21,6° par rapport à l'écliptique.

## Compléments